# Molen van Baarlo
De Molen van Baarlo is een watermolen in het Limburgse Baarlo. De molen behoorde tot de bezittingen van de baronnen d'Erp de Baerlo et Holt, die vroeger Kasteel d'Erp bewoonden. Omdat het peil in de Kwistbeek nogal varieerde en de molen vaak te weinig water had om te malen, liet de eigenaar een standerdmolen bouwen, waarin de molenstenen van de watermolen werden gelegd. Deze standerdmolen is tijdens de terugtrekking van de Duitse troepen in 1944 opgeblazen. De watermolen werd na de bouw van de windmolen als oliemolen ingericht.
In 1906 werd de watermolen verbouwd tot korenmolen. Hiertoe werd het waterrad verwijderd en vervangen door een Girard-turbine, waarvoor een aanbouw werd gemaakt. In 1914 werd een benzinemotor als hulpmotor bijgeplaatst, die na het uitbreken van de Eerste Wereldoorlog tot zuiggasmotor werd omgebouwd. In 1930 werd de motor vervangen door een oude scheepsmotor en in 1935 werd omgeschakeld naar een elektrisch maalbedrijf met een hamermolen.
Nadat in 1962 het maalbedrijf was gestopt, werd de Molen van Baarlo in 1970 verkocht aan de gemeente. In 1977 werd begonnen met de restauratie, waarbij de watermolen teruggebracht werd tot zijn oorspronkelijke vorm.
De molen draait voor demonstratiedoeleinden en is op zaterdagen van 10 tot 12 uur te bezoeken.

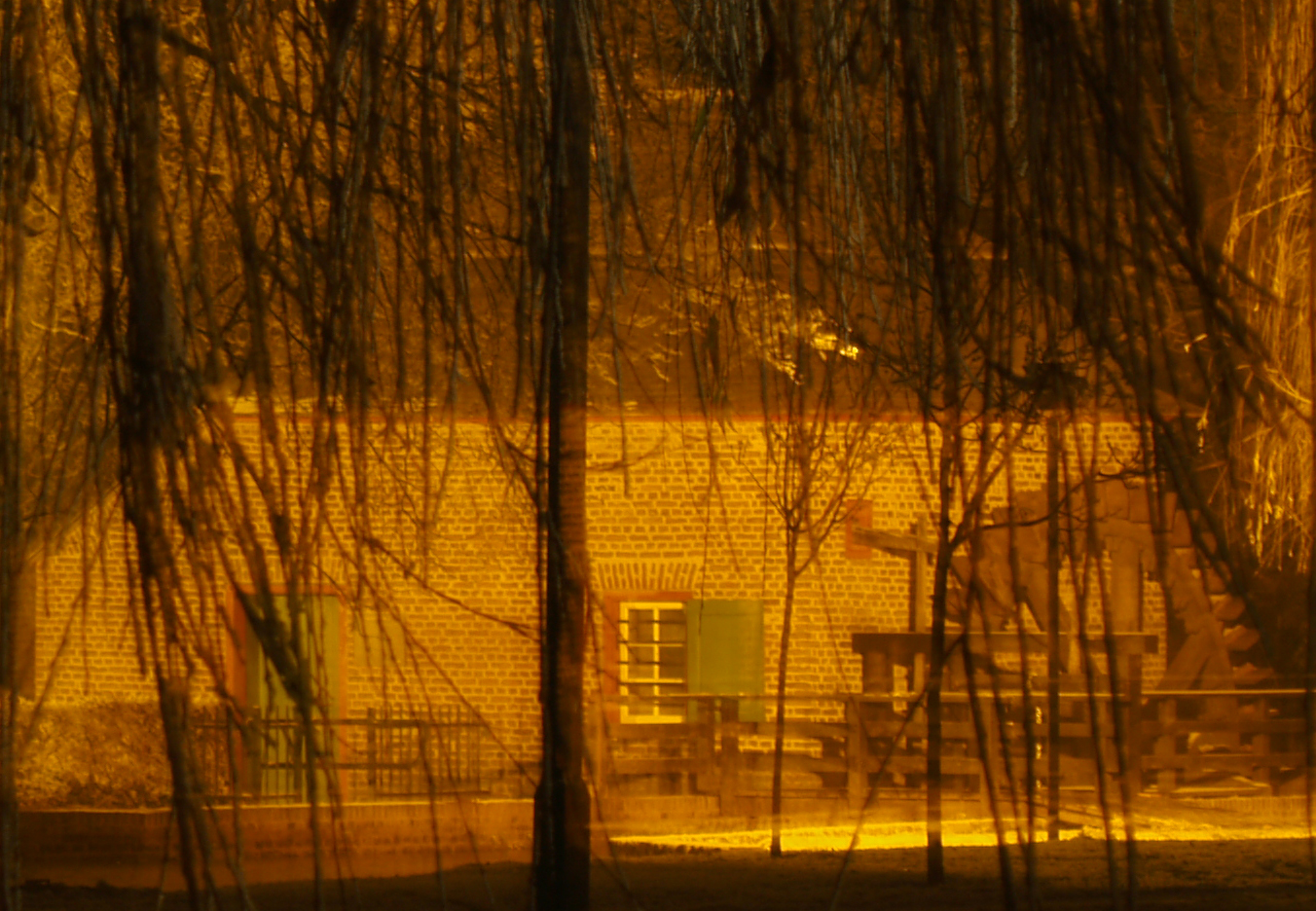
Molen van Baarlo bij nacht
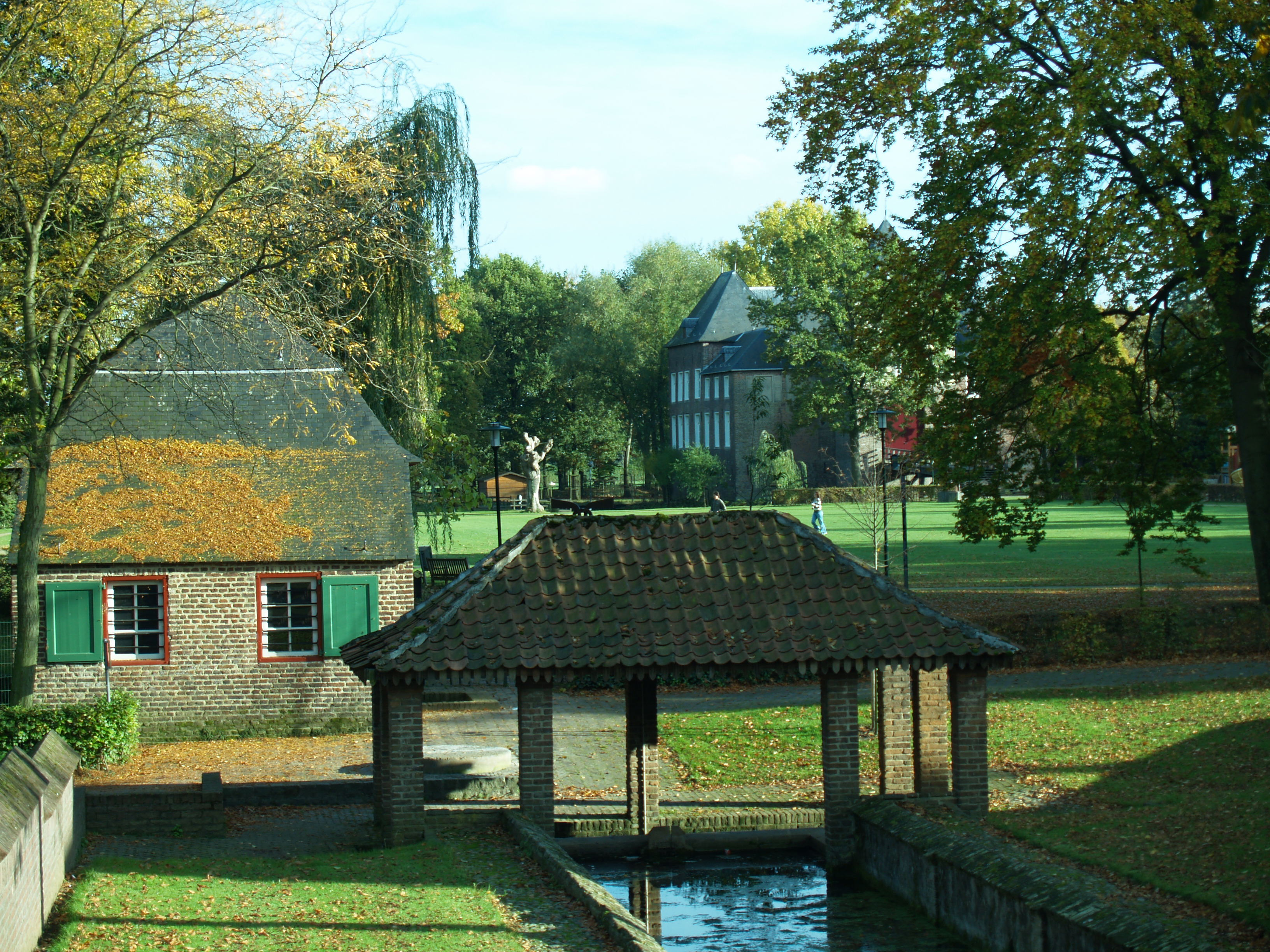
Geheel links de Molen van Baarlo